# Monument nacional Cementeri Africà
El Monument Nacional Cementeri Africà (en anglès: African Burial Ground National Monument) és un monument situat a Nova York. Està inscrit com un Monument Nacional en el Registre Nacional de Llocs Històrics des del 19 d'abril de 1993.
L'edifici principal n'és el Ted Weiss Federal Building.
El lloc conté les restes de més de 419 afroestatunidencs enterrats durant els segles XVII i XVIII que provenien de les Tretze Colònies, dels quals molts eren Freeborn i d'altres esclaus. Alguns historiadors han calculat que podrien trobar-s'hi entre 10.000 i 15.000 restes. Es considera el lloc urbà més important del projecte d'arqueologia històrica dels Estats Units.
El monument es troba al comtat de Nova York, en les coordenades 40° 42′ 49″ N, 73° 59′ 38″ O / 40.713611°N,73.993889°O 40° 42′ 49″ N, 73° 59′ 38″ O / 40.713611°N,73.993889°O / 40.713611, -73.993889.